# 哲学教育
哲学教育（てつがくきょういく、英: Philosophy education）とは、哲学の学習・教育実践、およびそれに関する学術的研究を指す言葉である。教育哲学や教育に関する哲学的研究一般とは異なるので注意すること。

## 世界の哲学教育
学校教育は通常、次の4つの段階に分けられる。幼児教育（初等教育以前、幼稚園など）、初等教育（小学校）、初期中等教育（中学校）、後期中等教育（高校）、高等教育（大学）、大学院教育。ときには「中等以降高等以前教育（post-secondary non-tertiary）」が含まれることがある（国際標準教育分類に類する区分）。あらゆる国が全教育段階において哲学という科目を設置しているわけではなく、事実上カリキュラムに哲学が全く登場しない場合が多い。

### 英語圏
アメリカ合衆国では大学以前の段階で哲学が教えられることは一般にはない。しかし、批判的思考と子どものための哲学を推進する運動により、部分的にではあるが哲学教育がカリキュラムに導入されてきている。イギリスでは一般教育修了上級レベル
で哲学を選択することができる。

### 大陸ヨーロッパ
ヨーロッパの多くの国では、哲学は高校のカリキュラムに組み込まれている。例えばオーストリア、クロアチア、ブルガリア、フランス、ギリシャ、イタリア、ポルトガル、ポーランド、そしてスペインではそうである。ドイツでは1970年代以降、倫理学という科目名で哲学教育が導入される事例が増えている。クロアチアでは、カトリックの教義を学ぶ宗教教育の代わりに倫理学を選択することができる。フランスでは大学入学資格のバカロレアで哲学が必須となっていて中等教育の最終学年で哲学を学ぶ。スペインは哲学教育を行っている国として最も代表的な例である。スペインでは中等教育段階で全ての学生が倫理学の初歩を必修科目として学ぶが、それは第6段階目の「バチイェラート（Bachillerato）」と呼ばれる課程においてであり、バチイェラートの1年目には哲学と市民科（シティズンシップ）が必修、そして2年目には哲学史が必修となっており、これらを履修することが大学に出願するための、もしくはバチイェラートを修了するための条件となっている。ヨーロッパの大学では哲学が広範に教えられており、世界でも最も長い哲学教育の伝統を有しているが、それは学問としての哲学が古代ギリシアで誕生したという歴史的な背景があるからである。しかしながら、ヨーロッパ全域において哲学への関心は相対的に低下している。

### アフリカ・中東
アラブ諸国の一部には長い哲学教育の伝統がある。ユネスコの実施した調査によれば、下記のアラブ諸国では中等教育段階で哲学が教えられている。アルジェリア、バーレーン、エジプト、クウェート、レバノン、モロッコ、モーリタニア、カタール、シリア、チュニジア、イエメン。ほとんどのアラブ諸国において哲学は大学（高等教育）レベルで教えられている。しかし例外もあり、オマーンやサウジアラビアではほとんどの教育段階において哲学が全く教えられていない。

### アジア
哲学教育はほとんどのアジア諸国で伝統的に行われてきたが、それは大陸で東洋哲学が生まれたという背景があるからである。20世紀と21世紀にはインド、中国などの大陸アジアで哲学教育（得に西洋哲学）への関心が高まったが、現代では特に韓国や日本が哲学の学術研究の拠点になっている。しかし、地域や国によって状況は異なっている。

## 哲学教育への理論的アプローチ
学校で哲学を教えることに関する理論的な問題は、少なくともイマヌエル・カントやヘーゲルの時代から議論されてきた。1970年代にドイツで起きた哲学教育を巡る議論によって、2つの競合するアプローチが提出された。1つは、伝統的なテクスト重視のアプローチで、ヴルフ・レーフスが支持するもの、もう1つは現代的な対話重視のアプローチで、エッケハルト・マルテンスが支持するものである。後者のアプローチはカレル・ファン・デル・レーウとピーター・モスタート、そしてローランド・ヘンケの手によって発展してきた。伝統主義者－現代主義者間の同様の対立がフランスでも見受けられ、前者はジャック・ムグリオーニとジャクリーヌ・ルスによって、後者はフランス・ロランとミシェル・トッツィによってそれぞれ支持された。イタリアでは哲学教育は思想史として扱われ、伝統的に歴史に重きを置いて教えられてきた。大学レベルで哲学を教えることに関する理論的問題については、学術誌の『Teaching Philosophy』掲載の論文で扱われている。

## 教授法
哲学の教授法には、ソクラテス式問答法と解釈学的方法がある。哲学教育についての教育学的側面は、教育哲学者によって研究されている。

## 組織
- PLATO: Philosophy Learning and Teaching Organization
- 国際哲学オリンピック
- 国際哲学コレージュ

## 学術誌
- 『Teaching Philosophy』
- 『American Philosophical Association Newsletter on Teaching』
- 『Diotime Revue internationale de didactique de la philosophie』